# Invadatori din Marte (film din 1986)
Invadatori din Marte (titlu original: Invaders from Mars) este un film american din 1986 regizat de Tobe Hooper. Rolurile principale au fost interpretate de actorii Hunter Carson, Timothy Bottoms, Laraine Newman și Karen Black. Scenariul este scris de Dan O'Bannon și Don Jakoby.
Este o refacere a filmului omonim din 1953.

## Distribuție
- Hunter Carson - David Gardner
- Timothy Bottoms - George Gardner
- Laraine Newman - Ellen Gardner
- Karen Black - the school nurse, Linda Magnuson
- James Karen - General Climet Wilson
- Bud Cort - Mark Weinstein (Credited - "Young NASA scientist ")
- Louise Fletcher -  Mrs. McKeltch
- Jimmy Hunt - the Police Chief
- Eric Pierpoint - Sergeant Major Rinaldi
- Christopher Allport - Captain Curtis
- Tony Cox - Drone
- Scott Leva - Marine Officer